# Cnephora
Cnephora is een geslacht van vlinders van de familie spanners (Geometridae), uit de onderfamilie Ennominae.

## Soorten
- C. ambusta Warren, 1904
- C. catocalaria Warren, 1905
- C. cocapata Staudinger, 1894
- C. facala Dognin, 1904
- C. griseata Maassen, 1890
- C. subdiscofasciata Dognin, 1918